# Daily Mail and General Trust
Daily Mail and General Trust est une entreprise britannique faisant partie de l'indice FTSE 250.

## Historique
La Daily Mail and General Trust est une holding fondée après la mort d'Alfred Harmsworth pour que la famille Harmsworth conserve la propriété des différents actifs, à savoir des journaux, comme le Daily Mail. Elle est d'abord gérée par Harold Harmsworth, frère cadet du fondateur, puis par le fils de ce dernier, Esmond Harmsworth, jusqu'en 1970.
Actuellement, le groupe est dirigé par son fils, Jonathan Harmsworth (4e vicomte Rothermere) (en).
En août 1999, le Walt Disney Internet Group, filiale internet de la Walt Disney Company, achète 60 % de Soccernet à Daily Mail and General Trust et l'associe au portefeuille de sites d'ESPN sous le nom ESPNsoccernet.
En août 2021, Daily Mail and General Trust annonce la vente de sa filiale d'assurance risque RMS à Moody's pour 1,425 milliard de livres.